# Бастион (музичка група)
Бастион је била електронска музичка група из Скопља. Позната по свом члану Кирилу Џајковском, који је касније стекао међународну славу као соло музичар, ДЈ и композитор албума са музиком за филм Милча Манчевског Прашина.

## Историја
Трио је настао 1983. године у Скопљу, тадашњој СР Македонији. Поставу су чинили: Ана Костовска (вокал), Кирил Џајковски (клавијатуре) и Љубомир Стојсављевић (бас-гитара). Аутор њихових текстова био је међународно признати филмски редитељ Милчо Манчевски, у то време дописник часописа Џубокс и Здраво из Њујорка. Такође је био редитељ њиховог спота за песму Hot day in Mexico.
Група је снимила неколико песама на македонском језику за музичку продукцију националне Радио-телевизије Скопље.
Свој дебитантски истоимени албум објавили су 1984. Већина песама на плочи која је објављена за ПГП РТБ из Београда је на српско-хрватском језику, јер је то био најраспрострањенији језик на тадашњем југословенском савезном тржишту.
Након њиховог распада, Џајковски почиње да сарађује са истакнутим македонским рок бендом Леб и сол и свира на њиховим албумима Као какао и Путујемо. Ана Костовска је наставила као соло певачица и глумица. Године 1987. била је кандидат на Југовизији, југословенском националном предизбору за Песму Евровизије.

## Наслеђе
2006. године, њихов први албум је поново објављен на аудио ЦД-у у Македонији у издању Lithium Records, PMG Recordings и AG Records под насловом Works and Rew>>works. На ЦД-у су биле и обрађене верзије које је снимило неколико, углавном млађих македонских бендова и соло извођача као што су: Роботек, ПМГ Колектив, Стил Темпл и други.
Године 2018, британска дискографска кућа ACC Records је наново издала деби албум у ограниченом тиражу.

## Дискографија
Бастион (1984, ПГП РТБ)